# Ötösfogat (film, 2012)
Az Ötösfogat (eredeti cím: Fünf Freunde) egész estés német film, amelyet Mike Marzuk rendezett. A forgatókönyvet Peer Klehmet és Sebastian Wehlings írta, a zenéjét Wolfram de Marco szerezte, a producere Ewa Karlström és Andreas Ulmke-Smeaton, a főszerepekben Valeria Eisenbart, Quirin Oettl, Justus Schlingensiepen, Neele-Marie Nickel és Coffey látható. A SamFilm Produktion készítette, a Constantin Film forgalmazta.
Németországban 2012. január 26-án mutatták be a mozikban, Magyarországon pedig a televízióban az M2-n vetítették le.

## Cselekmény
A hírhedt ötösfogat, George, Julian, Dick, Anne és kutyája, Timmy együtt töltik a nyarat. George magának való kislány, aki sajnálja, hogy nem fiúnak született. Rajongva szereti apját és egyáltalán nem lelkesedik, hogy három unokatestvére velük tölti a nyarat. A három jövevény, ha nem is olyan vadóc, mint George, de ugyanolyan kiskamasz, aki lelkesen részt vesz minden kalandban. Most épp azokat kell lefülelniük, akik el akarják lopni Quentin találmányát. Ebben segítségükre van még egy titkosügynök és két madárszakértő. Mindezek alapján elmondható és leírható, hogy a kis vadócok első együttes vakációja nem éppen unalmasan telik.

## Szereplők
| Szereplő       | Színész                | Magyar hang        | Leírás |
| -------------- | ---------------------- | ------------------ | ------ |
| George         | Valeria Eisenbart      | Hermann Lilla      |        |
| Julian         | Quirin Oettl           | Bogdán Gergő       |        |
| Dick           | Justus Schlingensiepen | Straub Norbert     |        |
| Anne           | Neele-Marie Nickel     | Koller Virág       |        |
| Timmy          | Coffey                 | Kutya              |        |
| Fanny Kirrin   | Anja Kling             | Kisfalvi Krisztina |        |
| Quentin Kirrin | Michael Fitz           | Kőszegi Ákos       |        |

- További szereplők: Faragó András, Gubányi György István, Andresz Kati, Galbenisz Tomasz, Tóth Roland, Solecki Janka.